# MLS Scoring Champion Award
De Major League Soccer Champion Award was een voetbalprijs, die ingevoerd is in 1996 in de Major League Soccer. Een speler met de meeste punten in het seizoen won de prijs. De punten werden bepaald door de gescoorde doelpunten keer twee plus de assists. De prijs werd gesponsord door Budweiser.
De prijs werd uitgereikt tot en met 2004 en toen vervangen door de MLS Golden Boot. Preki is de enige speler die de prijs meer dan een keer won.

## Winnaars
| Seizoen | Land                      | Speler                   | Team                              | Punten |
| ------- | ------------------------- | ------------------------ | --------------------------------- | ------ |
| 1996    | Verenigde Staten          | Roy Lassiter             | Tampa Bay Mutiny                  | 58     |
| 1997    | Verenigde Staten          | Preki                    | Kansas City Wizards               | 41     |
| 1998    | Trinidad en Tobago        | Stern John               | Columbus Crew                     | 57     |
| 1999    | Verenigde Staten          | Jason Kreis              | Dallas Burn                       | 51     |
| 2000    | Senegal                   | Mamadou Diallo           | Tampa Bay Mutiny                  | 56     |
| 2001    | Honduras                  | Alex Pineda Chacón       | Miami Fusion                      | 47     |
| 2002    | Verenigde Staten          | Taylor Twellman          | New England Revolution            | 52     |
| 2003    | Verenigde Staten          | Preki (2)                | Kansas City Wizards               | 41     |
| 2004    | Honduras Verenigde Staten | Amado Guevara Pat Noonan | MetroStars New England Revolution | 30     |